# Kevin Curtain
Kevin Curtain, född 22 maj 1966 i Sydney, är en före detta australisk roadracingförare.

## Roadracingkarriär
Curtain körde internationellt först som 33-åring, då han körde ett race i 250GP som wildcard. Hans genombrott på den internationella scenen kom 2001, då han blev femma i Supersport, efter två delsegrar. Efter ett par säsonger utan resultat kom Curtain igen, och Supersport-VM 2005 och Supersport-VM 2006 gav varsitt silver innan han avslutade sin internationella karriär som 41-åring.